# Башня Мамсуровых
Сторожевая башня рода Мамсуровых (ирон. Мамсыраты мæсыг) — памятник градостроительства и архитектуры регионального значения, расположенный в с. Даргавс Пригородного района Северной Осетии.  
Принадлежала местному знатному роду Мамсуровых. Построена в XVII-XIX вв. Высота 14,75 м.
По сведениям И. П. Щелбыкина была построена ингушскими строителями башен Дуго Ахриевым и Хазби Цуровым.

## Описание
Расположена в центральной части селения, на левом берегу реки Уаллагдон. Имеет прямоугольную в плане форму (4,65 x 4,80 м) и отличается высоким качеством каменной кладки, скрепленной известковым раствором. Арочный входной проем восточной стены отстоит на 3,80 м от земли. Ширина проема — 0,85 и 1,50 м, высота — 1,25 и 2,00 м. Перекрытие 1-го яруса сводчатое, купольной формы, хорошо прослеживаются крестообразно расположенные гурты свода, имеется прямоугольное отверстие — лаз, ведущее на 2-й ярус. Перекрытия верхних этажей разрушены. В стенах башни сделаны смотровые щели, бойницы, машикули. В западной стене на высоте 3,29 м от перекрытия 1-го яруса зафиксирован арочный оконный проем, видимо, жилого помещения башни; в восточной — декоративный ромб, образованный шестнадцатью симметрично расположенными квадратными углублениями. Верхняя часть сооружения снабжена 4 зубцами, расположенными по углам. Высота башни — 14,75 м, высота 1-го яруса — 4,27 м, толщина стен — 0,75 м. По преданиям, башня Мамсуровых была сооружена мастером из Джераховского ущелья. В уплату, за труды «строитель получил 14 коров».

## Галерея

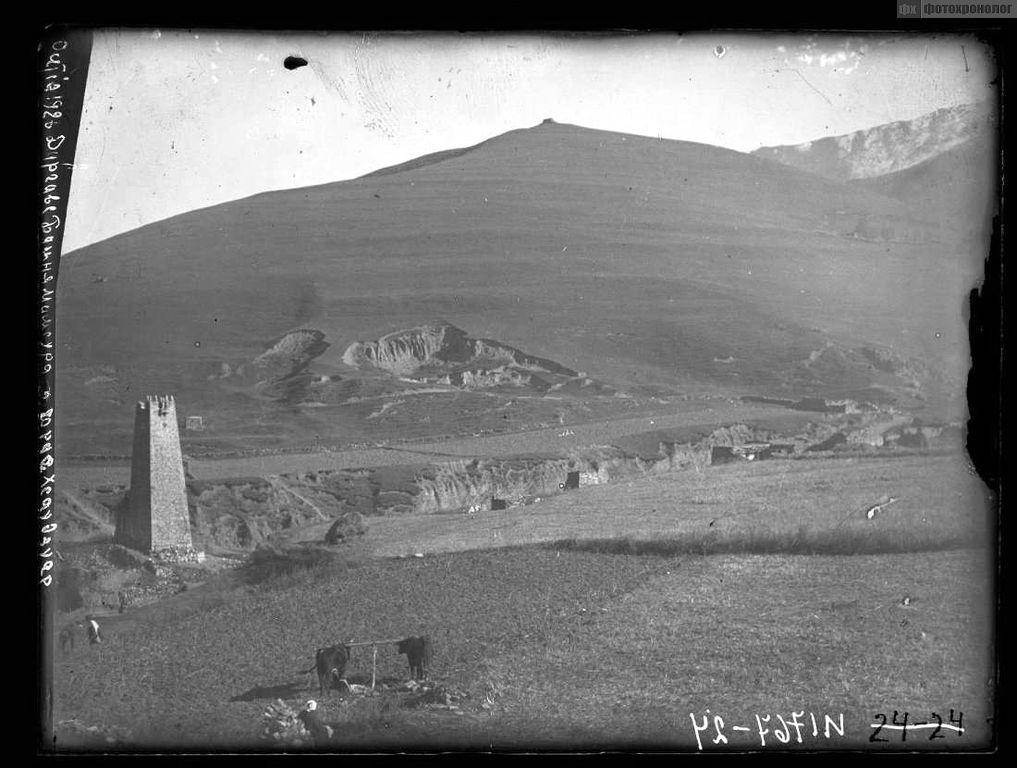
Сторожевая башня Мамсуровых (1926)
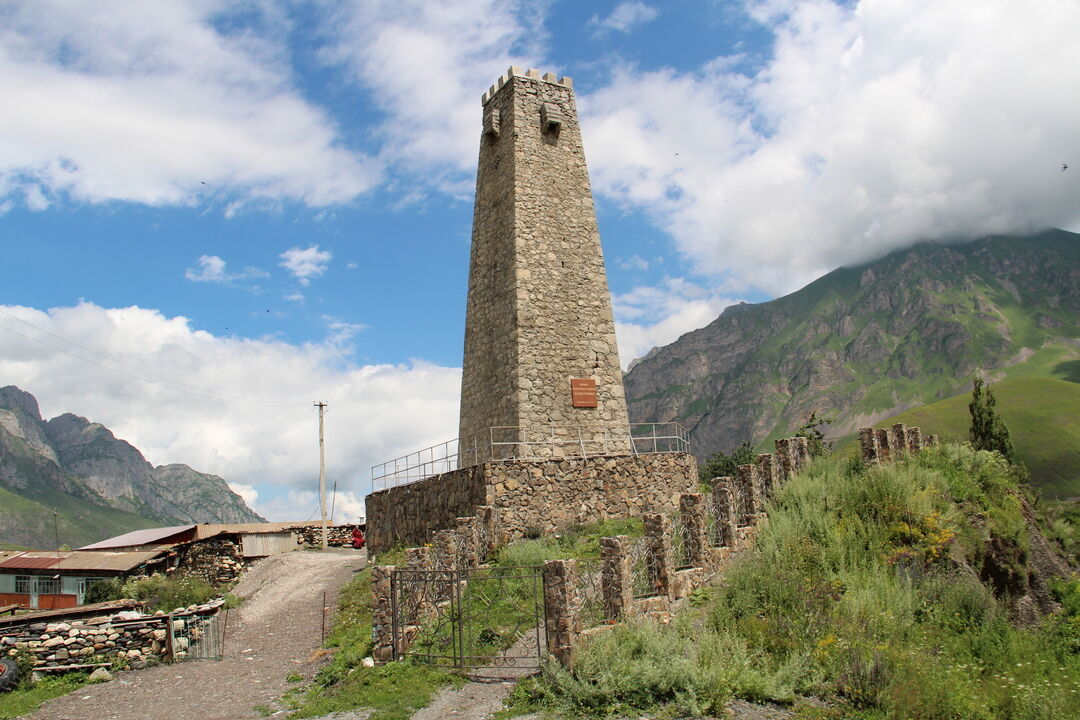
Башня после реконструкции (2013)